# Carlos García Odón
Carlos Roberto García Odón (Mérida, Venezuela, 30 de abril de 1983) é um político venezuelano. Dirigente do partido político Primeiro Justiça no estado Mérida. Desempenhou-se como prefeito do Município Libertador (Cidade de Mérida), para o período 2013-2017.

## Biografia

### Prefeito de Mérida
Carlos García resultou ganhador das eleições municipais de 2013 com o 63, 82% dos votos resultando eleito como prefeito do município Libertador do estado Mérida.
Em 2014 suspendeu a Feira do Sol devido aos factos violentos e protestos ocorridos nesse ano.
Em 2016 Jesús Araque apresentou uma demanda contra Carlos García por difamación, no entanto, Araque não se apresentou na audiência, pelo qual García inicialmente foi sobreseído.

### Condenação e exílio
Em 2017 o Tribunal Supremo de Justiça ditou uma sentença de 15 meses de prisão e o cesse de suas funções como prefeito por desacato à ordem deste de levantar as barricadas durante os protestos contra o governo de Nicolás Maduro desse ano. Após isso escapou e seu paradeiro foi desconhecido durante um tempo. Actualmente está exilado em Colômbia.